# Brittany Daniel

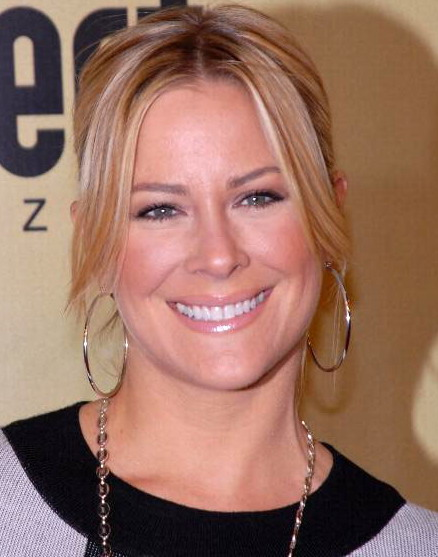
Brittany Daniel

Brittany Daniel (* 17. März 1976 in Gainesville, Florida als Brittany Ann Daniel) ist eine US-amerikanische Schauspielerin.

## Leben
Daniel debütierte im Jahr 1992 in der Fernsehserie Swans Crossing; für diese Rolle wurde sie im Jahr 1993 für den Young Artist Award nominiert. Mit ihrer Zwillingsschwester Cynthia, mit der sie bereits im Filmdrama Jim Carroll – In den Straßen von New York an der Seite von Leonardo DiCaprio aufgetreten war, übernahm sie von 1994 bis 1997 die Hauptrollen in der Fernsehserie Sweet Valley High; für ihre Darstellung gewann sie 1995 den Young Artist Award.
In der Komödie White Chicks (2004) spielte Daniel an der Seite von Marlon Wayans und Shawn Wayans. Im Thriller Dirty (2005) war sie in einer der größeren Rollen zu sehen. Sie und Marlon Wayans wurden in der Kategorie Bester Kuss für die Komödie Little Man (2006) für den MTV Movie Awards 2007 nominiert.
Daniel lebt in Los Angeles.

## Filmografie (Auswahl)
- 1992: Swans Crossing (Fernsehserie)
- 1994: Jim Carroll – In den Straßen von New York (The Basketball Diaries)
- 1994–1997: Sweet Valley High (Fernsehserie)
- 1998: Dawson’s Creek
- 2000: In der Tiefe lauert der Tod (On Hostile Ground)
- 2001: Joe Dreck (Joe Dirt)
- 2002: Die wilden Siebziger (That ’70s Show, Fernsehserie)
- 2004: Club Mad (Club Dread)
- 2004: White Chicks
- 2005: Dirty
- 2005: It’s Always Sunny in Philadelphia (Fernsehserie)
- 2006: Rampage (Rampage: The Hillside Strangler Murders)
- 2006: Little Man
- 2006: The Hamiltons
- 2006–2007: The Game (Fernsehserie)
- 2007: Last of the Romantics
- 2007: Loveless in Los Angeles
- 2010: Skyline
- 2015: Joe Dirt 2
- 2016–2018: Black-ish (Fernsehserie)
- 2020: #blackAF (Fernsehserie)
- 2022: Im Dutzend noch billiger (Cheaper by the Dozen)